# Zwartzustersklooster
Een zwartzustersklooster is een klooster van de Zwarte Zusters van de H. Augustinus.
Voorbeelden hiervan zijn:
- Zwartzustersklooster (Brussel)
- Zwartzustersklooster (Dendermonde)
- Zwartzustersklooster (Hamont)
- Zwartzustersklooster (Leuven)
- Zwartzustersklooster (Lier)
- Zwartzustersklooster (Oudenaarde)
- Zwartzustersklooster (Sint-Truiden)